# Batalla de Taillebourg
La batalla de Taillebourg va ser una gran batalla medieval lliurada entre el 21 i el 22 de juliol de 1242. Va ser el xoc decisiu de la guerra de Saintonge. Va enfrontar un exèrcit capetí francès sota el comandament del rei Lluís IX, també conegut com a Sant Lluís, i el seu germà petit Alfons de Poitiers, contra les forces dirigides pel rei Enric III d'Anglaterra, el seu germà Ricard de Cornualla i el seu padrastre Hug X de Lusignan.
La batalla es va lliurar al pont construït sobre el riu Charanta, un punt d'importància estratègica en la ruta entre el nord i el sud de França. Més tard es va combatre prop de la ciutat de Saintes. Els anglesos i els seus aliats van patir una dura derrota i es van veure obligats a fer la pau. Tanmateix el rei de França es va conformar amb deixar les coses com havien estat abans de la guerra. La batalla va acabar amb la revolta poitevina i va marcar el final de les esperances d'Enric III de restaurar l'Imperi angeví, que s'havia esfondrat durant el regnat del seu pare.

## Historiografia
Aquest episodi és relatat pel biògraf de Lluís IX Joinville a la seva Vida de Sant Lluís escrita a principis del segle XIV. Des del segle XVII fins a finals del XIX, les dades aportades de Joinville van ser represes per tots els historiadors.
Tanmateix, el 1892 Charles Bémont, historiador especialitzat en el segle XIII, va arribar a qüestionar fins i tot l'existència d'un enfrontament a Taillebourg.

## Preludi
L'inici d'aquest darrer episodi de la "primera Guerra dels Cent Anys" entre el rei de França i el rei d'Anglaterra es troba en la revolta d'un baró poiteví, Hug X, senyor de Lusignan.

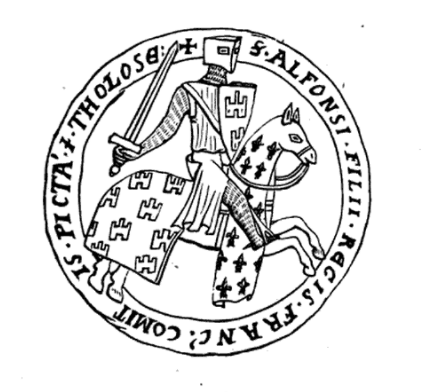
Segell d'Alfons de Poitiers.

El comtat tenia una llarga tradició d'autonomia dins d'Aquitània, lluny de les capitals del regne de França o d'Anglaterra. Poitou va ser confiscat el 28 d'abril de 1202 a través de la sentència de Felip August contra Joan Sense Terra, i va ser annexat a la corona de França poc després. És, doncs, per apaivagar la desconfiança dels senyors poitevins respecte al nou dominador, i per constituir també un domini per al seu fill petit, que Lluís VIII el Lleó, successor de Felip August, dona Poitou com a apanatge a Alfons.
Alfons de Poitiers només tenia 6 anys quan el seu pare va morir l'any 1226 i el seu germà gran, el futur Sant lluís, 12. El govern es va posar llavors sota la regència de la seva mare Blanca de Castella.

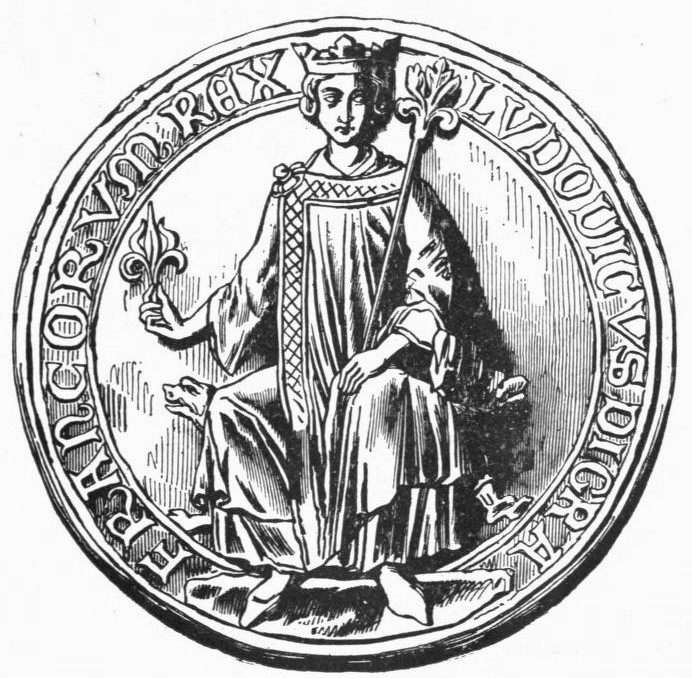
Segell de Lluís IX de França.

Segons els termes del seu testament, Lluís VIII havia donat el títol de comte de Poitou al seu fill petit Alfons. El juny de 1241, Lluís IX va celebrar una cort plenaria a Saumur a Anjou i va anunciar que Alfons, havent arribat a la majoria d'edat, estava preparat per entrar en possessió. Molts nobles d'Aquitània van assistir a la cort, entre ells, fins i tot, Isabel d'Angoulema i el seu marit, el comte de la Marca, Hug de Lusignan.
Després de la reunió de Saumur, Lluís va anar a Poitiers per instal·lar el seu germà cerimonialment com a comte de Poitiers. Els Lusignan estaven fermament en contra de l'autoritat capetiana a la regió. Isabel estava especialment frustrada perquè el seu fill, el comte de Cornualla i germà del rei Enric III d'Anglaterra, no hagués rebut ell el títol. Poc després de la seva arribada a Poitiers, Lluís va saber que Hug, comte de la Marca, havia reunit un exèrcit a la ciutat propera de Lusignan. Les converses entre les parts no van resoldre la disputa.

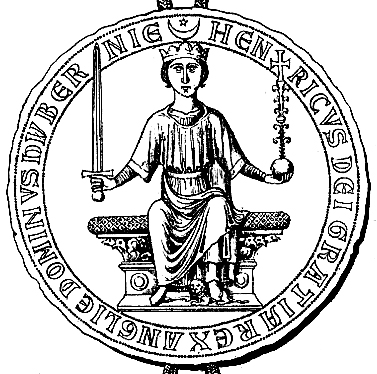
Segell d'Enric III d'Anglaterra.

L'abril de 1242, Lluís va reunir una força a Chinon que alguns contemporanis estimaven en 50.000 homes (els historiadors moderns han conclòs de manera més creïble que devia ser d'uns 25.000) formada per cavallers, homes d'armes i soldats de peu. Van capturar multitud de castells rebels. i la infanteria associada.
Per la seva banda, després d'un pelegrinatge a l'est d'Anglaterra, el rei Enric III i el seu exèrcit van sortir de Portsmouth el 9 de maig de 1242 en un vaixell confortablement amoblat. El 20 de maig va arribar a Royan, on es va unir als nobles francesos rebels formant un exèrcit que, segons les estimacions modernes, era d'uns 30.000 homes i variat en els tipus d'unitats. Els dos reis es van intercanviar cartes, però aquestes no van resoldre res. La batalla clau tindria lloc a Taillebourg, un lloc estratègic prop d'un pont clau sobre el Charanta que marcava el límit dels territoris en disputa.

## La batalla

### Primera fase

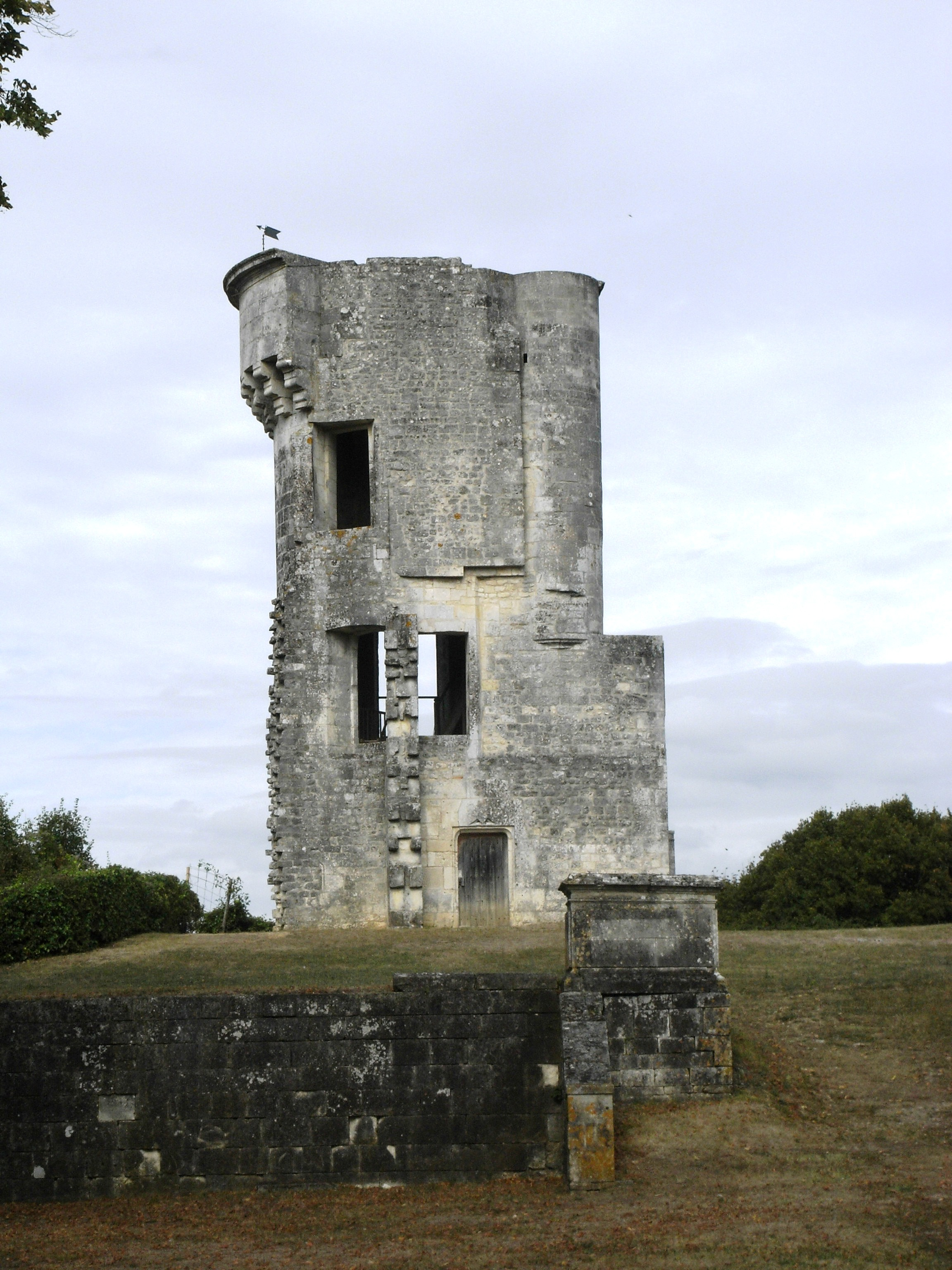
Restes del castell de Taillebourg.

El 21 de juliol, els dos exèrcits es van enfrontar a través del pont. El rei de França i el comte de Poitiers es van instal·lar al castell de Taillebourg, que dominava el pont sobre la Charanta, un pas estratègic entre Saint-Jean-d'Angély i Poitou al nord, i entre Saintes i Aquitània al sud. El rei d'Anglaterra i el comte de la Marca van establir el seu exèrcit conjunt al costat oposat del riu.
Decidits a prendre el pont, els anglesos i els rebels van iniciar el combat i van assaltar les posicions franceses. La batalla va acabar amb una càrrega massiva de cavalleria per part dels cavallers francesos, que van sortir del castell i van assaltar els seus adversaris, que es van veure obligats a retirar-se. Va ser Ricard de Cornualla qui va percebre el perill i va aconsellar al seu germà Enric III una retirada ràpida. El mateix Ricard de Cornualla va poder negociar una treva de 24 hores que va permetre als anglesos retirar-se o més aviat fugir cap a Saintes.

### Segona fase
Després del revés en l'enfrontament inicial, que va permetre als francesos controlar el pont estratègic, Enric d'Anglaterra i Hug de Lusignan van fugir cadascú pel seu costat cap a Saintes i, després, cap a la Gascunya, deixant l'exèrcit aliat sense cap. Es diu d'Enric II que va oblidasr la seva corona.
El 22 de juliol va tenir lloc un altre combat al nord de Saintes. Es va produir una lluita cos a cos prolongada i els anglesos van ser derrotats un cop més. Aquestes dues accions van constituir la batalla de Taillebourg.

## Conseqüències
Lluís va continuar perseguint les tropes angleses fins a arribar a la ciutat de Saintes i fent molts presoners. Després d'un breu setge, els ciutadans van lliurar a Lluís les claus de la ciutat.

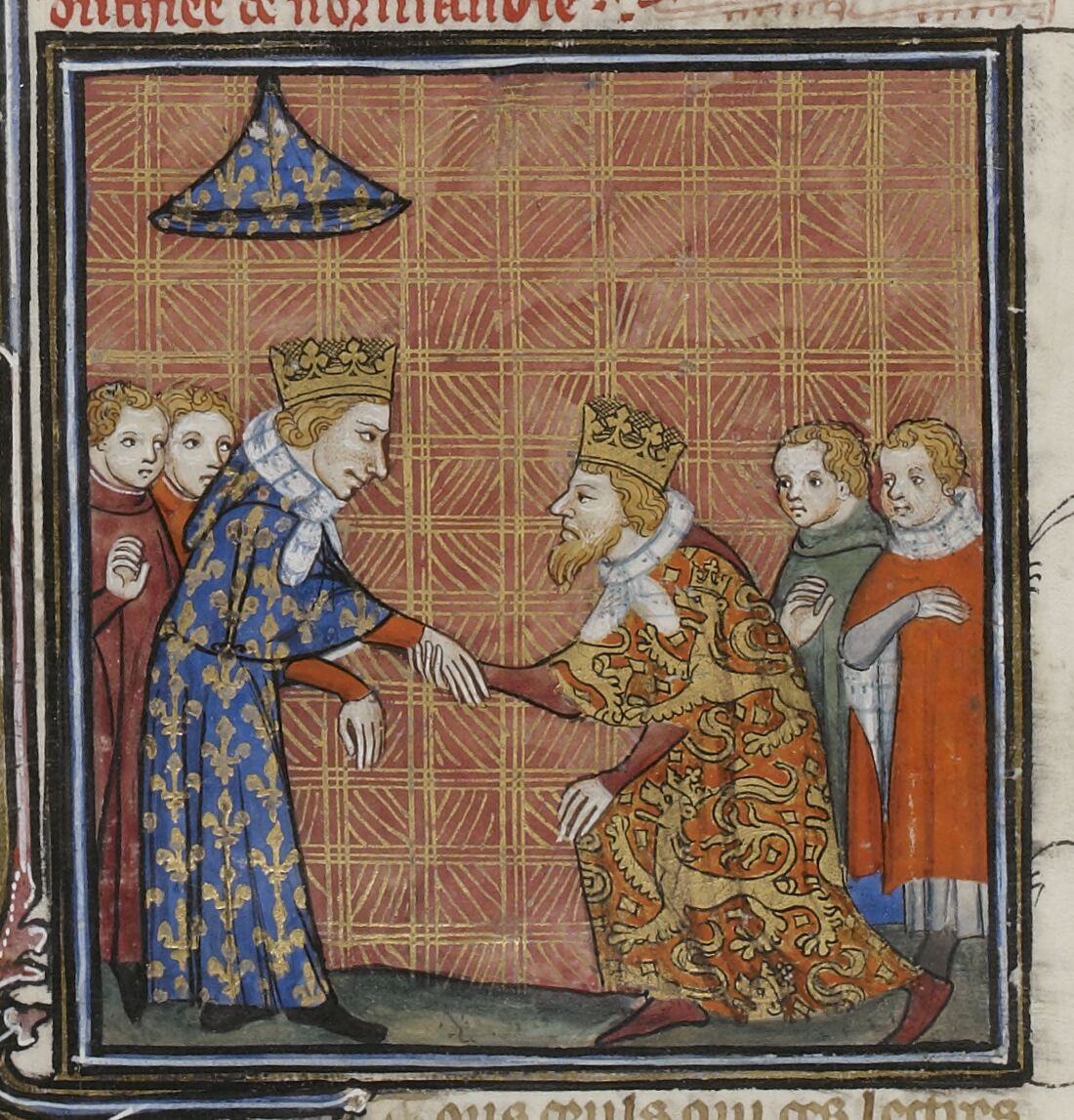
Homenatge d'Enric III a Lluís de França (BNF, segle XIV)

Enric encara va intentar una darrera acció que impedís la total conquesta de les seves terres a Aquitània i Gascunya, i va organitzar el bloqueig de La Rochelle per mar. Tanmateix, el bloqueig va fracassar juntament amb l'intent de reconstituir un exèrcit i construir una aliança amb altres monarques europeus. El gener de 1243, Enric va enviar una carta a Frederic II, emperador del Sacre Imperi Romanogermànic, a qui havia sol·licitat una aliança, anunciant-li el final de les seves esperances de recuperar les possessions a França. El 12 de març, Enric III d'Anglaterra es va veure obligat a demanar a Louis una treva de cinc anys.
La treva es va signar a Pons l'1 d'agost. Una pau més duradora es va concloure a París, el 4 de desembre de 1259, enmig de l'amenaça d'una segona guerra del baró a Anglaterra. El rei de França va restituir la Guiena a Enric com un gest noble i per refoçar una pau que fes possible anar a la croada, tot i que podria haver obligat a Enric a rendir-li Bordeus i la Guiena, les últimes possessions de la corona anglesa més enllà dels mars.
El resultat de la revolta va ser menys avantatjós per a Hug de Lusignan. Els seus castells poitevins van ser confiscats, rearmats i venuts per Alfons de Poitiers. La seva filla Isabel de Lusignan es va casar amb el seu enemic Geoffrey de Rançon, senyor de Gençay, l'any 1250, el qual va reconstruir el seu castell amb la dot.

## Obres d'art

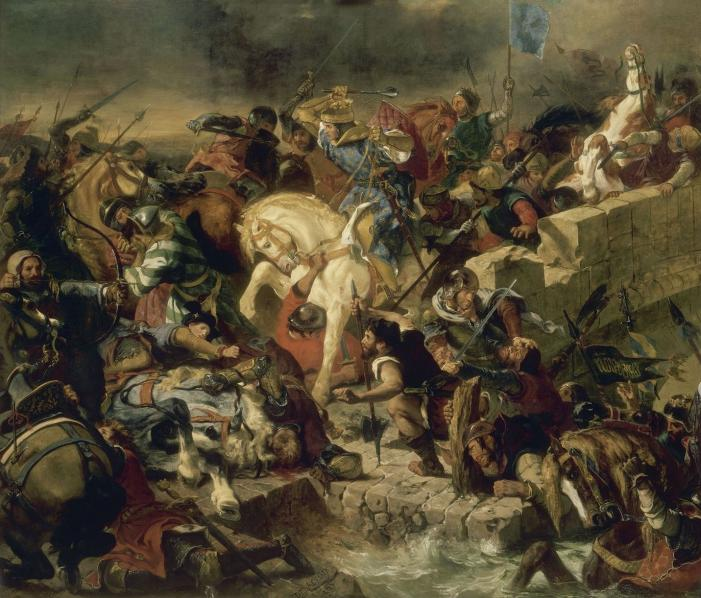
La batalla de Taillebourg d'Eugène Delacroix, 1837.

Eugène Delacroix va representar la batalla en el seu quadre La Bataille de Taillebourg gagnée par saint Louis, presentat al Saló de 1837. Es conserva a la Galerie des Batailles de Versalles, concebuda per a mostrar la grandesa de França amb les victòries militars i mostrar els reis com a defensors de la unitat nacional i del cristianisme contra els estrangers.
Podem veure clarament a la pintura, el paper central de Sant Lluís durant la batalla. Aquest paper s'accentua pel fet que ell està pintat de blau i, sobretot, perquè el seu cavall està pintat de blanc, la qual cosa el fa destacar en una pintura que és més aviat fosca. A més, la importància del rei durant la batalla es veu reforçada pel plafó explicatiu del quadre en el qual es podia llegir que era “una victòria gràcies al rei, per la unitat nacional”.
També veiem que la victòria encara no està aconseguida per als francesos, fet que reforça el realisme de la tela així com la precisió de la roba i les armes, que van ser estudiades per Delacroix.
El quadre il·lustra una posada en escena de la història amb vocació èpica i bèl·lica amb l'èmfasi posat en l'acció de la figura reial i les postures exagerades dels cavalls al centre de la pintura.